# 維托沙大道
維托沙大道是保加利亞首都索菲亞的主要商業街，沿線聚集了眾多商店、餐廳和酒吧。維托沙大道的名稱來自於索菲亞附近的維托沙山。2007年，按照高緯環球的研究，維托沙大道是世界第22昂貴的商業街。2007年，索菲亞公佈了一個維托沙大道的改建計劃，計劃將這條路恢復與1930年代的風格。